# Tom Grennan
Tom Grennan (n. 8 iunie 1995, Bedford, Anglia, Regatul Unit) este un cântăreț și compozitor britanic care activează în Londra, Anglia. Momentan, lucrează cu compania Insanity Records. 

## Biografie
Tom Grennan s-a născut în Bedford. Tatăl său este constructor, iar mama sa a fost profesoară. Este de origine engleză și irlandeză și este un mare fan al fotbalului, în special al echipei Manchester United. A jucat fotbal de când era mic pentru Bedford Park Tigers. A mers la școala catolică St Thomas More Catholic School. Fratele lui mai mic aspiră să devină boxer.
La 18 ani, a fost atacat de niște străini pe stradă și s-a ales cu patru plăci metalice și șuruburi în falcă care "încă dor când vine iarna". Tom s-a antrenat pentru a deveni un fotbalist profesionist . El a jucat pentru Luton Town ceva vreme, apoi a încercat să facă parte din Northampton Town și Aston Villa.,dar a fost eliberat ulterior. A lucrat pentru un scurt timp la Costa Coffee. A spus pentru Music Week: "am fost aproape de a juca în State, dar ceva îmi spunea să nu fac asta și, evident, s-a dovedit a fi muzica".
Începuturile lui muzicale sunt obscure, dar Tom spune că totul a început la o petrecere, unde a cântat "Seaside" de la The Kooks. El nu își mai amintește, dar prietenii lui au fost impresionați și l-au încurajat să cânte mai des. La universitate, a studiat actorie. De asemenea, la vârsta de 18 ani, a început să facă spectacole în jurul Londrei cu chitara acustică, majoritatea fiind apariții minore în localuri timp de aproape trei ani. După un spectacol la Finsbury pub, un reprezentant al firmei Insanity Records l-a auzit cântând și i-a oferit un contract. EP-ul său de debut, Something in the Water a fost produs de Charlie Hugall. A devenit mai cunoscut  în 2016 odată cu colaborarea cu Chase & Status pentru piesa ''All Goes Wrong'' care a fost aleasa "Hottest Record" la Annie Mac's Radio 1 Show. După aceasta, el a fost invitat la emisiunea Live Lounge de la BBC Radio 1, urmată de o apariție în cadrul emisiunii Later...with Jools Holland de pe BBC Two Piesa s-a clasat pe locul 65 în UK Singles Chart. De asemenea, a ajuns în câteva topuri din Scoția și Europa.
În 2017, a fost nominalizat la MTV Brand New Award cântând pe 2 februarie 2017 la MTV Showcase la Electric Ballroom, Londra. Tot în 2017, a avut o scurtă apariție în videoclipul lui Charli XCS pentru piesa ''Boys'' alături de mulți alți artiști cunoscuți și a avut un duet cu Bugzy Malone pentru piesa ''Memory Lane''. A avut un concert în Piața Trafalgar la F1 Live in London pentru a susține șoferii Formula 1. A început un tur în Regatul Unit al Marii Britanii și al Irlandei de Nord în martie 2018 pentru a își promova noul său album numit Lighting Matches care a apărut în iulie 2018. Piesa lui, "Found What I've Been Looking For", apare în soundtrack-ul de la  FIFA 18 și este folosită și de Sky Sports ca piesa tematică pentru Super Sunday.

## Discografie

### Albume
- Lighting Matches (6 iulie 2018) Nr.5 în UK Albums Chart,[10] Nr. 28 în Irish Albums Chart[11]

### EP-uri
- Something in the Water (octombrie 2016)
- Release the Brakes (martie 2017)
- Found What I've Been Looking For (iulie 2017)

### Single-uri
- "Something in the Water" (iulie 2016)
- "Praying" (martie 2017)
- "Found What I've Been Looking For" (iulie 2017)
- "Royal Highness" (septembrie 2017)
- "I Might" (decembrie 2017)
- "Wishing on a Star" (ianuarie 2018)
- "Sober" (februarie 2018)
- "Barbed Wire" (mai 2018)

Colaborări
- "All Goes Wrong" (Chase & Status feat Tom Grennan) (22 septembrie 2016) - Nr. 65 în UK Singles Chart
- "Memory Lane" (Bugzy Malone feat Tom Grennan) (16 iulie 2017)
- „By Your Side” (Calvin Harris feat Tom Grennan), 4 iunie 2021